# Heliophanus hastatus
Heliophanus hastatus là một loài nhện trong họ Salticidae.
Loài này thuộc chi Heliophanus. Heliophanus hastatus được Wanda Wesołowska miêu tả năm 1986.